# Nanchang-Aufstand

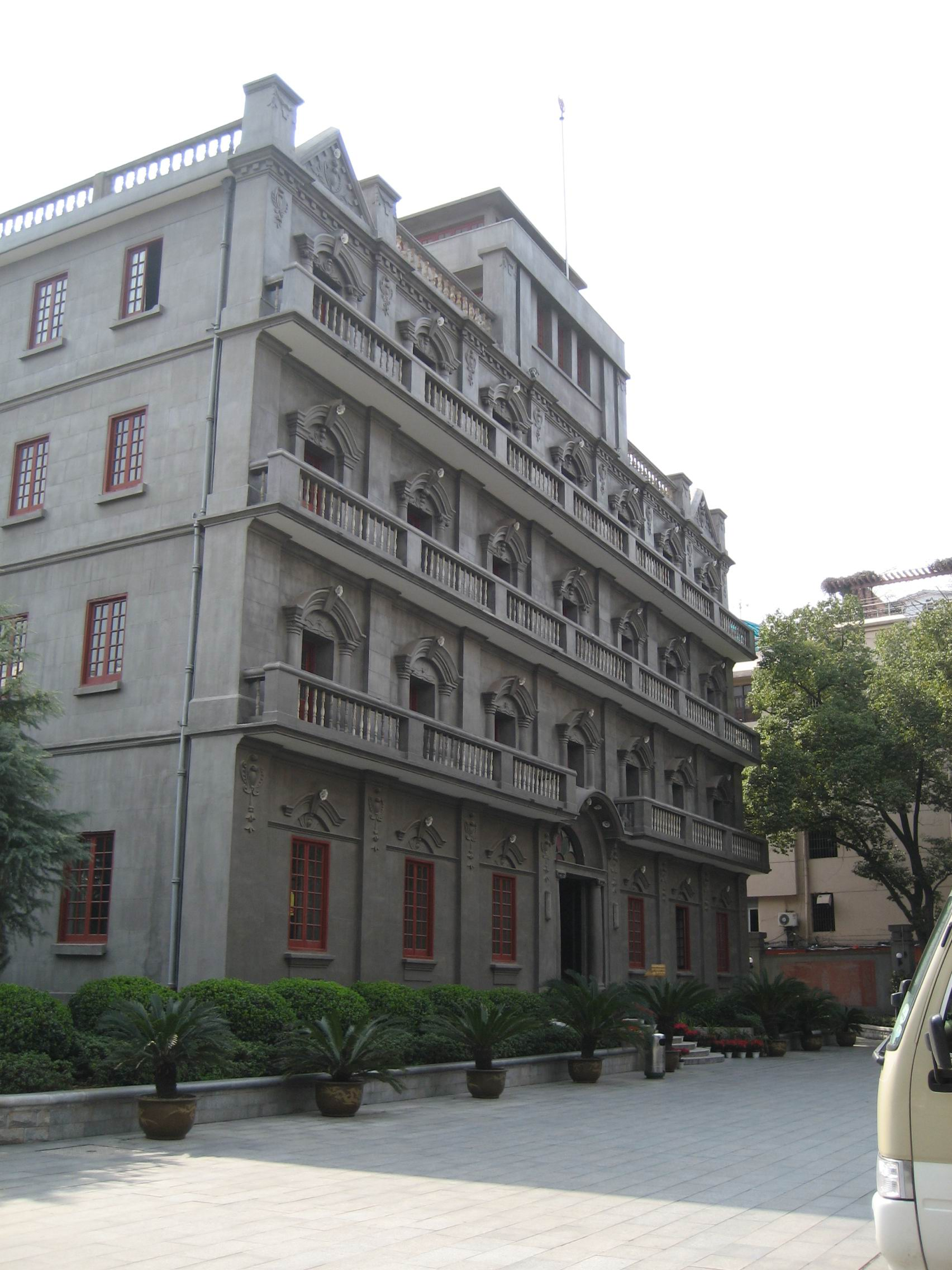
Denkmal für den Nanchang-Aufstand in der Stadt Nanchang

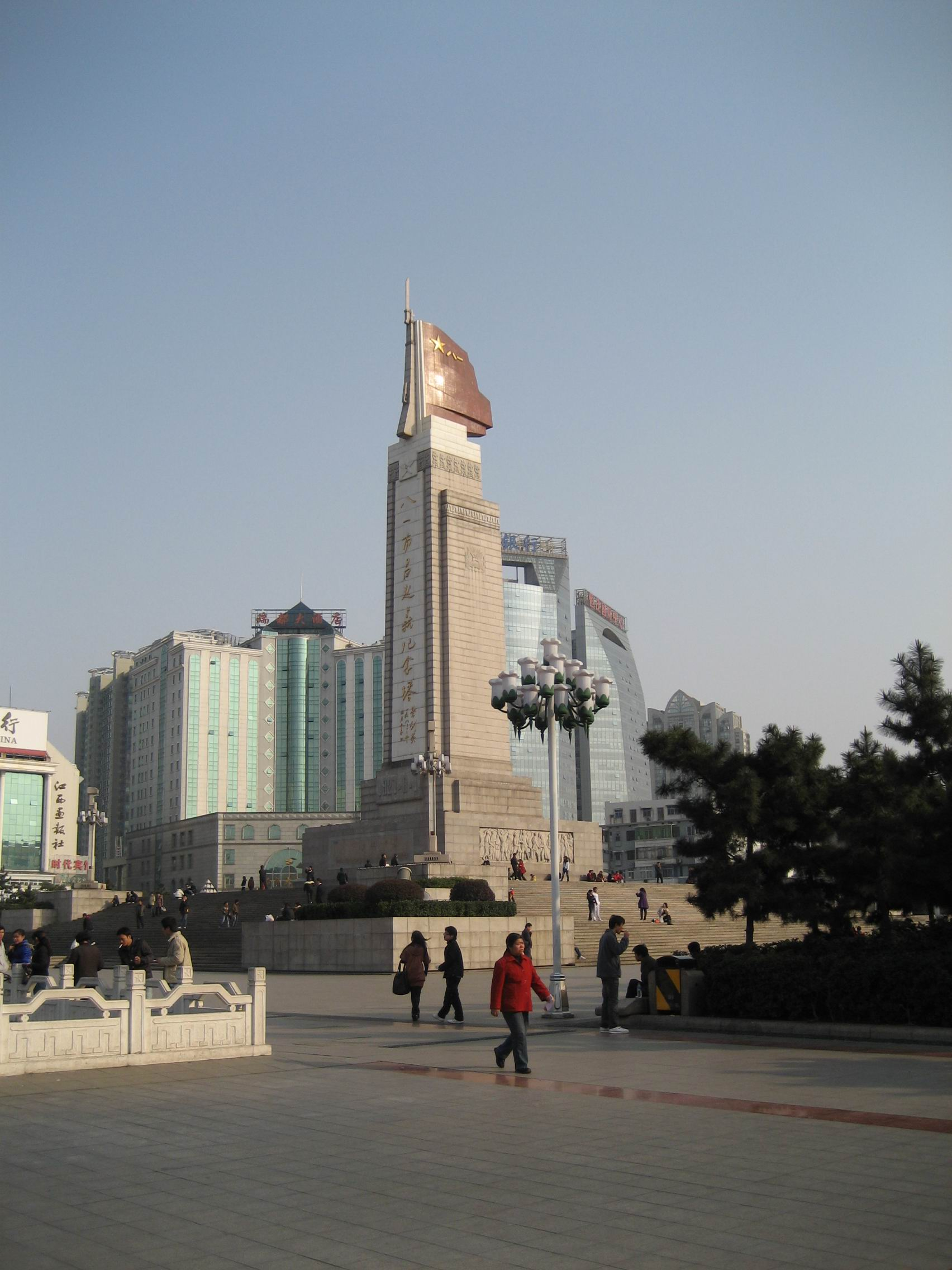
Gedenkturm für den Nanchang-Aufstand

Der Nanchang-Aufstand (南昌起义/南昌起義, Nánchāng qǐyì) begann in der Nacht vom 31. Juli auf den 1. August 1927 in der Stadt Nanchang, Jiangxi, und war die erste größere militärische Auseinandersetzung zwischen den Nationalisten und den Kommunisten im Chinesischen Bürgerkrieg. Obwohl er ein Fehlschlag war, gilt er als Geburtsstunde der Volksbefreiungsarmee und hat im Selbstverständnis der Volksrepublik China einen entsprechend hohen Stellenwert.
Er wurde von den Kommunisten gestartet, nachdem die ursprüngliche Allianz zwischen Kuomintang und Kommunisten zerbrochen war und die Kuomintang in Shanghai Massaker an Kommunisten und allen, die man dafür hielt, verübt hatte und sich die linksgerichtete Wuhan-Regierung der Kuomintang gegen die Kommunisten gewandt hatte. Bis zum Sommer 1927 waren alle Aufstände der Kommunisten gescheitert. Stalin war aber der Ansicht, dass der Bruch der Einheitsfront aus Kommunistischer Partei und Kuomintang das Signal für bewaffnete Aufstände und für die Machtergreifung und die Einrichtung von Sowjets überall in China darstellte. Aus diesem Grund verlangte die Komintern von der KPC, weiterhin zügig Aufstände zu organisieren und übersandte teilweise absurde Direktiven.
Mao Zedong war unter den ersten, die erkannten, dass die KP im Kampf um die Macht nur dann erfolgreich sein könne, wenn sie über eigenes Militär verfügt. Politischer Kampf, Massenbewegung und Einheitsfront seien sinnlos, weil im militarisierten China der 1920er Jahre alle politische Macht aus den Gewehrläufen kommt. Nach Maos Ansicht sollte sich eine solche kommunistische Armee aus verarmten Bauern rekrutieren. Maos Vorschlag, in schwer zugänglichen Gebieten kommunistische Basen einzurichten, wurde von der Komintern aber nur bedingt genehmigt. Das Politbüro der KPdSU entschied jedoch, der KPC Waffen für die Ausrüstung eines Korps zur Verfügung zu stellen und plante, 15.000 Gewehre, 10 Millionen Schuss Munition, 30 Maschinengewehre und vier Geschütze mit 2000 Granaten – Gesamtwert 1,1 Millionen Rubel – über Wladiwostok nach China zu verschiffen. Die chinesischen Kommunisten sollten eine Armee übernehmen und einen Hafen erobern, über den die Waffen an Land gebracht werden konnten. Vom 19. bis 22. Juli trafen sich die Organisatoren des Aufstandes Li Lisan, Tan Pingshan und Zhou Enlai in Jiujiang und entschieden, den Aufstand in Nanchang durchzuführen. Die Komintern hieß diesen Plan jedoch nicht gut und versuchte über Zhang Guotao, den Aufstand aufzuhalten, er wurde jedoch nur um einen Tag verzögert.
In der Nacht vom 31. Juli auf den 1. August 1927 rebellierten Teile der 2. Frontarmee der Nationalrevolutionären Armee, die den Kommunisten nahestanden und vom linken Kuomintang-General Zhang Fakui befehligt wurden. Der Aufstand wurde von Zhou Enlai, Zhang Guotao und Peng Pai organisiert. Das direkte Kommando übernahmen He Long, der das 20. Korps befehligte, Ye Ting, dem das unabhängige Regiment des 4. Korps unterstand und Zhu De, der das Übungsregiment des 9. Korps führte. Den etwa 20.000 Aufständischen gelang die Einnahme der Stadt Nanchang, wonach sie das Zentrale Revolutionäre Komitee der Kuomintang ausriefen und vorgaben, unter dem Banner der Einheitsfront zu handeln. Die nationalistischen Regierungstruppen reagierten mit einer sofortigen Belagerung Nanchangs. Den kommunistischen Aufständischen gelang es wenige Tage später, den Belagerungsring zu durchbrechen. Der Plan war es, die Stadt Shantou und ihren Hafen einzunehmen sowie sich mit dem Hailufeng-Sowjet von Peng Pai zu vereinigen. Ende September und Anfang Oktober erlitten die Truppen beim Versuch der Eroberung Shantous jedoch eine Niederlage. He Long floh nach Hongkong, Ye Ting und Peng Pai setzten sich nach Lufeng ab. Zu De führte eine etwa 1000 Männer umfassende Armee in Richtung der Grenze zwischen Guangdong und Jiangxi.
Mao Zedong war weder in die Planung noch die Durchführung des Aufstandes involviert. Er bot sich an, eine Bauernarmee zu organisieren, um He Long zur Hilfe zu kommen, was von der Parteiführung als unrealistisch abgelehnt wurde. Dass Mao mit diesem Aufstand nichts zu tun hatte, erwies sich später als Vorteil für ihn, weil man ihm in dieser Hinsicht keinen Fehler anlasten konnte, zahlreiche andere Politiker der Partei diesbezüglich aber belastet waren.
Im April 1928 trafen die verbliebenen, von Zhu De geführten Soldaten – darunter auch Lin Biao – in Jinggangshan ein und vereinigten sich dort mit den Truppen von Mao Zedong, die nach dem gescheiterten Herbsternte-Aufstand in Hunan hierher geflohen waren. Zhu und Mao errichteten in der Folge das Revolutionäre Basisgebiet von Jinggangshan.
Die Verantwortung für diesen blutigen Fehlschlag musste Chen Duxiu übernehmen. Er wurde am 7. August 1927 als Parteivorsitzender abgesetzt und diente danach als Sündenbock für die falsche Chinapolitik der Komintern und alle Fehler der Partei. Den Parteivorsitz übernahm Qu Qiubai, und Li Lisan wurde Chef der Propagandaabteilung.
Die Stätte des Hauptquartiers der Rebellion vom 1. August 1927 ("Ba-Yi" qiyi zhihuibu jiuzhi "八一"起义指挥部旧址) steht seit 1961 auf der Liste der Denkmäler der Volksrepublik China (1-13). Die Volksbefreiungsarmee trägt das historische Datum auf ihrer Insigne. Der 1. August ist heute in der Volksrepublik China der Tag der Chinesischen Volksbefreiungsarmee, wenngleich die kommunistischen Streitkräfte damals noch nicht so hießen.